# Djabe
Djabe est un groupe hongrois de jazz et world music, originaire de Budapest.

## Histoire

### Années 1990–2018
Le groupe est formé, d'abord comme projet parallèle du groupe Novus Jam, dans lequel une partie des musiciens collaboraient déjà depuis 1994. Le répertoire du premier album date de 1995, lorsque deux membres de Novus Jam, Attila Égerházi et András Sipos (1954-2007), décident de changer de structure musicale. Le nom proposé par Sipos, Djabe, s'inspire du mot akan djabe, qui signifie liberté. Cette liberté est avant tout comprise comme un libre mélange de styles musicaux et d'arrangements.
Le groupe compose ses propres œuvres, dans lesquelles le style jazz est mélangé à des éléments de musique hongroise ainsi qu'africaine. Djabe s'est produit dans différents festivals à travers le monde et collabore également avec d'autres musiciens, dont Steve Hackett et Ben Castle. Les enregistrements du groupe sont publiés par Gramy Records.

### Depuis 2019
Ils jouent trois premiers concerts en 2019 faisant partie d'une mini-tournée spéciale. Avec l'ancien saxophoniste de Djabe, Ferenc Muck, comme invité le 18 mars au théâtre Vojtina à Debrecen, le 19 mars au Retro Klub à Hatvan et le 20 mars au théâtre MOMkult à Budapest, une double sortie d'album surround a lieu, comprenant des titres de l'album Flow ainsi que des compositions de l'album Witchi Tai To, qui est réédité en 2018. Dans les chansons de ce dernier, le défunt percussionniste-chanteur András Sipi Sipos pouvait également être vu et entendu à partir d'enregistrements de l'époque. L'invité des représentations de Debrecen et de Budapest était le groupe Android, qui a présenté son album conceptuel de rock progressif Édentől keletre.
En juin 2019, Djabe s'envole à nouveau à travers l'océan, pour huit concerts dans cinq salles nord-américaines, également basés sur l'album Flow sorti en 2018. La tournée North American Tour '19 débute aux États-Unis le 21 juin au An Die Misic Live. En raison de la demande populaire, le premier club de jazz de Baltimore devait accueillir deux spectacles ce jour-là,.
Le 22 juin 2019, ils donnent un concert à Washington, DC au Kennedy Center, avec László Szabó comme invité. Deux morceaux du concert (Bubble Dreams, Deep Lights) sont inclus comme suppléments vidéo sur la version DVD de l'album The Magic Stag sorti en 2020, et (White Bears) est inclus comme supplément sur la version DVD de 2021 du concert vidéo The Journey Continues. Le lendemain, le 23 juin, ils interprètent les compositions de Flow dans une autre salle, le Venkman's à Atlanta. Le 24 juin 2019, le groupe Djabe revient pour une huitième fois au Festival international de jazz de Rochester, où il donne également deux concerts,.
Le guitariste, percussionniste et producteur Attila Égerházi et son équipe enregistrent toute la tournée d'été 2022, les six concerts, et prévoient de compiler un album live des meilleurs moments. La performance de Győr est également capturée en vidéo. Les morceaux sont transformés en un film de concert et un album de concert intitulé Djabe and Steve Hackett : Live in Győr, qui est sorti en format LP et Blu-Ray+2CD,.

## Discographie
- 1996 : Djabe
- 1997 : Visions
- 1998 : Witchi Tai To
- 1999 : Ly-O-Lay Ale Loya
- 2000 : Tour 2000
- 2001 : Update
- 2002 : Flying – Live in Concert DVD
- 2003 : Táncolnak a kazlak
- 2003 : Unplugged at the New Orleans
- 2004 : Gödöllô, 2001. június 23.
- 2005 : Slices of Life/Életképek
- 2006 : Táncoltak a kazlak
- 2007 : Message From The Road
- 2007 : Köszönjük Sipi!
- 2008 : Take On
- 2009 : Djabe/Steve Hackett: Sipi emlékkoncert – Sipi benefit concert
- 2011 : Djabe special guest Steve Hackett: In the Footsteps of Attila and Genghis
- 2011 : Djabe 15 – 15th Anniversary Concert
- 2012 : Down and Up
- 2013 : Djabe Special Guest Steve Hackett : Summer Storms and Rocking Rivers
- 2014 : Forward
- 2014 : Djabe with Steve Hackett, Gulli Briem and John Nugent : Live in Blue
- 2020 : The Magic Stag
- 2021 : Djabe and Steve Hackett : The Journey Continues